# 2459 Спеллманн
2459 Спеллманн (2459 Spellmann) — астероїд головного поясу, відкритий 11 червня 1980 року.
Тіссеранів параметр щодо Юпітера — 3,221.